# 13 август
13 август е 225-ият ден в годината според григорианския календар (226-и през високосна). Остават 140 дни до края на годината.

## Събития
- 1099 г. – Паскалий II е избран за католически папа.
- 1521 г. – Испанският конкистадор Ернан Кортес завладява столицата на ацтеките – днешния град Мексико.
- 1624 г. – Кардинал Ришельо става главен министър на Франция в правителството на Луи XIII.
- 1642 г. – Кристиан Хюйгенс открива южната полярна шапка на планетата Марс, наречена „Сиртис Мейджър Планиша“.
- 1868 г. – Катастрофално земетресение в Перу и Еквадор убива 25 хиляди и причинява щети за 300 милиона долара.
- 1905 г. – В Норвегия е проведен референдум за отделяне на кралството от унията с Швеция.
- 1907 г. – В Ню Йорк започват да се движат първите таксита.

- 1912 г. – Провежда се първия полет на български военен самолет над София – пилот е поручик Симеон Петров, със самолет Блерио XI.
- 1913 г. – Хари Брадли от лаборатория в Шефилд (Великобритания) изобретява неръждаема стомана.
- 1920 г. – По време на полско-съветската война започва битката за Варшава, на 25 август Червената армия е отблъсната.
- 1923 г. – Започва хиперинфлация в Германия.
- 1932 г. – Адолф Хитлер отказва вицеканцлерския пост.

- 1940 г. – Втората световна война: Започва германската операция Adlerangriff (Атаката на орела) срещу Кралските ВВС на Обединеното кралство.
- 1952 г. – Германия и Япония се присъединяват към Международния Валутен Фонд.
- 1960 г. – ЦАР обявява независимост от Франция.
- 1961 г. – Издигната е Берлинската стена и ГДР затваря границата със Западен Берлин.
- 1987 г. – Задържани са Елин Маджаров (Емин Мехмедали), Алцек Чакъров (Абдула Чакър) и Сава Георгиев (Саафет Реджеб), заподозрени в извършване на серия бомбени атентати в периода 1984 – 1985 г.
- 1990 г. – С указ на президента на СССР Михаил Горбачов са реабилитирани жертвите на политическите репресии от времето на Сталин.
- 1992 г. – България и Хърватия установяват дипломатически отношения.
- 1998 г. – В полет към станцията „Мир (орбитална станция)“ се отправя експедиция. В състава на екипажа на космическия кораб „Съюз ТМ-28“ влизат – командирът Генади Падалка, инженерът Сергей Авдеев и Юрий Батурин.

## Родени
- 1655 г. – Йохан Денер немски музикант († 1707 г.)
- 1802 г. – Николаус Ленау, австрийски поет († 1850 г.)
- 1814 г. – Андерс Ангстрьом, шведски физик и астроном († 1874 г.)
- 1819 г. – Джордж Гейбриъл Стоукс, ирландски физик и математик († 1903 г.)
- 1823 г. – Голдуин Смит, британски историк и журналист († 1910 г.)
- 1826 г. – Неделя Петкова, българска просветителка († 1894 г.)
- 1847 г. – Георги Странски, български политик († 1904 г.)
- 1852 г. – Кристиан Крог, норвежки живописец († 1925 г.)
- 1860 г. – Ани Оукли, американка, известен стрелец († 1926 г.)
- 1866 г. – Джовани Анели, италиански бизнесмен († 1945 г.)
- 1870 г. – Цоньо Калчев, български писател († 1942 г.)
- 1871 г. – Карл Либкнехт, немски социалист († 1919 г.)
- 1873 г. – Кръстьо Раковски, български политически и държавен деец († 1941 г.)
- 1879 г. – Джон Айрланд, английски композитор († 1962 г.)
- 1895 г. – Бърт Лар, американски актьор († 1967 г.)
- 1899 г. – Алфред Хичкок, британски режисьор и актьор († 1980 г.)
- 1902 г. – Феликс Ванкел, немски изобретател († 1988 г.)
- 1907 г. – Тамара Макарова, руска актриса († 1997 г.)
- 1912 г. – Бен Хоуган, американски състезател по голф († 1997 г.)
- 1912 г. – Салвадор Лурия, италиански вирусолог, Нобелов лауреат през 1969 г. († 1991 г.)
- 1913 г. – Архиепископ Макариос III, първи президент на Кипър († 1977 г.)
- 1918 г. – Фредерик Сангър, британски биохимик, двукратен Нобелов лауреат през 1958 и 1980 г. († 2013 г.)
- 1921 г. – Нако Чакмаков, български футболист и треньор († 2009 г.)
- 1923 г. – Леа Иванова, българска певица († 1986 г.)
- 1926 г. – Фидел Кастро, кубински политик и революционер, държавен глава на Куба († 2016 г.)
- 1936 г. – Живко Чинго, писател от СР Македония († 1987 г.)
- 1938 г. – Драгомир Шопов, български поет († 2022 г.)
- 1941 г. – Петър Славов, български барабанист († 2008 г.)
- 1944 г. – Димитър Бочев, български писател
- 1944 г. – Михаел Гайер, немски дипломат
- 1946 г. – Михаил Белчев, български бард, поет и режисьор
- 1948 г. – Катлийн Батъл, американско сопрано
- 1948 г. – Харалд Киндерман, посланик на Германия в България от август 2003 г.
- 1949 г. – Боби Кларк, канадски състезател по хокей на лед
- 1952 г. – Хърб Ритс, американски фотограф
- 1953 г. – Кристалина Георгиева, български икономист, политик и европейски комисар
- 1955 г. – Пол Грийнграс, английски режисьор и сценарист
- 1958 г. – Бойчо Величков, български футболист
- 1960 г. – Андрей Слабаков, български режисьор
- 1964 г. – Иън Хогланд, норвежки рокбарабанист
- 1966 г. – Стефан Драганов, български футболист
- 1969 г. – Емил Кременлиев, български футболист
- 1969 г. – Мидори Ито, японска фигуристка
- 1970 г. – Алън Шиърър, английски футболист
- 1971 г. – Владимир Вдовиченков, руски актьор
- 1972 г. – Ивайло Ваклинов, български футболист
- 1975 г. – Джо Пери, английски играч на снукър
- 1984 г. – Нико Кранчар, хърватски футболист
- 1987 г. – Цанко Цанков, български плувец

## Починали
- 662 г. – Максим Изповедник (* 580 г.)
- 1721 г. – Жак Льолонг, френски библиограф (* 1665 г.)
- 1799 г. – Василий Баженов, руски архитект (* 1737 г.)
- 1863 г. – Йожен Дьолакроа, френски художник (* 1798 г.)
- 1869 г. – Адолф Ниел, френски генерал (* 1802 г.)
- 1895 г. – Трайко Китанчев, български революционер (* 1858 г.)
- 1896 г. – Джон Миле, британски художник (* 1829 г.)
- 1900 г. – Владимир Соловьов, руски философ (* 1853 г.)
- 1907 г. – Херман Карел Фогел, немски астроном (* 1841 г.)
- 1908 г. – Иван Гиновски, български революционер (* 1878 г.)
- 1912 г. – Жул Масне, френски композитор (* 1842 г.)
- 1913 г. – Август Бебел, немски политик (* 1840 г.)
- 1913 г. – Илия Блъсков, български писател (* 1839 г.)
- 1917 г. – Едуард Бухнер, немски химик, Нобелов лауреат през 1907 г. (* 1860 г.)
- 1927 г. – Атанас Тинтеров, български математик
- 1932 г. – Костадин Байкушев, български лесовъд (* 1867)
- 1932 г. – Лян Ченфу, майстор на бойните изкуства (* ?)
- 1933 г. – Хасан бей Прищина, албански политик (* 1857 г.)
- 1934 г. – Георги Вазов, военен и политически деец (* 1860 г.)
- 1936 г. – Д-р Иван Георгов, български философ (* 1862 г.)
- 1944 г. – Атанас Александров - Герчо, български партизанин (* 1917 г.)
- 1946 г. – Хърбърт Уелс, британски писател (* 1866 г.)
- 1956 г. – Якуб Колас, беларуски писател (* 1882 г.)
- 1970 г. – Васил Миков, български археолог (* 1891 г.)
- 1984 г. – Тигран Вартанович Петросян, арменски шахматист (* 1929 г.)
- 1991 г. – Иван Кожедуб, украински авиатор (* ?)
- 1994 г. – Манфред Вьорнер, германски политик (* 1934 г.)
- 1996 г. – Дейвид Тюдор, американски композитор (* 1926 г.)
- 1998 г. – Нино Ферер, френски и италиански актьор (* 1934 г.)
- 2006 г. – Георги Райков, български борец (* 1953 г.)
- 2009 г. – Лес Пол, американски китарист (* 1915 г.)
- 2010 г. – Исак Паси, български философ (* 1928 г.)

## Празници
- Международен ден на левичарите – Чества се от 1984 г. по инициатива на Международната конфедерация на леворъките
- Казахстан – Ден на спорта
- Тунис – Ден на жените